# Abuta sandwithiana
Abuta sandwithiana är en tvåhjärtbladig växtart som beskrevs av Krukoff och Barneby. Abuta sandwithiana ingår i släktet Abuta och familjen Menispermaceae. Inga underarter finns listade i Catalogue of Life.